# 瓦曼戈雷山
15°17′37″S 72°16′01″W / 15.29361°S 72.26694°W
瓦曼戈雷山（Huamangore），是秘魯的山峰，位於該國南部阿雷基帕大區，由查查斯區和奧爾科潘帕區負責管轄，屬於奇拉山脈的一部分，海拔高度4,927米。